# Elecciones provinciales de Jujuy de 1999
Las elecciones generales de la provincia de Jujuy de 1999 tuvieron lugar el domingo 24 de octubre del mencionado año, conjuntamente con las elecciones presidenciales y legislativas a nivel nacional. Fueron las quintas elecciones desde la restauración de la democracia, así como los vigésimo terceros comicios provinciales jujeños desde la instauración del sufragio secreto en la Argentina. Fue también la última elección en la que se empleó el controvertido sistema de doble voto simultáneo (o ley de lemas), en el cual cada partido representaba un lema, que podía presentar varios candidatos o sublemas. Bajo este sistema debía elegirse, en fórmula única, al Gobernador y Vicegobernador para el período 1999-2003, siendo renovadas también 24 de las 48 bancas de la Legislatura Provincial para el mismo período.
Mientras que desde 1991 en adelante la utilización de la ley de lemas había provocado una profunda división del voto, al punto que rara vez un candidato en solitario superaba el 30% de los sufragios válidos, en esta ocasión la elección se polarizó notoriamente entre el gobernador saliente, Eduardo Fellner, del Partido Justicialista (PJ), que ejercía el cargo luego de la renuncia del gobernador Carlos Ferraro en noviembre de 1998, y era apoyado por el Frente Justicialista Popular (FREJUPO); y Gerardo Morales de la Unión Cívica Radical (UCR) que concurría apoyado por la totalidad de la oposición provincial en la Alianza para el Trabajo, la Justicia y la Educación (o simplemente la Alianza). Hubo otros candidatos menores por sublemas diferentes, siendo el senador justicialista Alberto Tell el que más posibilidades tenía de lograr un buen resultado. Aparte de Morales, Vicente Rodríguez de la Rúa iba también como candidato aliancista. Sin embargo, se consideraba que la compulsa era esencialmente entre Fellner y Morales. El FREJUPO y la Alianza fueron los únicos lemas en presentar candidaturas, por lo que a pesar de haber seis fórmulas gubernativas, fue una elección casi puramente bipartidista.
El resultado fue profundamente controvertido y el escrutinio, sumamente ajustado. Al finalizar el conteo, Morales fue el candidato más votado con un 47.98% de los votos, seguido por Fellner con el 44.84%, Tell en tercer lugar con el 5.09%. Rodríguez de la Rúa se ubicó cuarto con el 1.45%. Horacio Conesa Mones Ruiz, del partido Fuerza Republicana y candidato por otro sublema del FREJUPO (siendo el único candidato no peronista ni radical de la contienda) obtuvo solo el 0.41% de los votos. En último lugar quedó Laura Sánchez, justicialista, con el 0.23% restante. La sumatoria de votos del lema del FREJUPO se impuso por un ínfimo margen de menos de 3.000 votos al lograr el 50.57% contra el 49.43% del lema de la Alianza, garantizando la reelección de Fellner para un mandato completo. Con respecto al plano legislativo, el FREJUPO y la Alianza empataron con 12 escaños cada uno. El sublema que apoyaba a Fellner logró 11 bancas contra 1 del que apoyaba a Tell, mientras que la totalidad de los diputados aliancistas electos fueron de la lista que apoyaba a Morales. La participación fue del 80.42% del electorado registrado.
Morales desreconoció el resultado y denunció un fraude electoral cometido por el gobierno de Fellner, exigiendo la nulidad de los comicios. Durante las siguientes semanas antes de la asunción de las autoridades electas, se realizaron manifestaciones convocadas por la Alianza en contra del resultado, que fueron criticadas por el FREJUPO como un intento de inestabilizar la provincia. La complicada situación jujeña, sobre todo ante la inminente juramentación del radical Fernando de la Rúa como presidente de la Nación, llevó a que, tan solo unos días después de constatarse su victoria, el gobierno provincial presentara un proyecto para derogar la ley de lemas, restaurándose el escrutinio mayoritario simple en la elección de gobernador. La derogación se aprobó unánimemente. Fellner asumió su mandato el 10 de diciembre de 1999 y lo completaría en 2003, resultando reelecto nuevamente y convirtiéndose en el primer gobernador jujeño en completar su mandato desde 1987.

## Contexto
Durante la década de 1990, la provincia de Jujuy, un férreo bastión electoral del Partido Justicialista (PJ), sufrió un período de profunda inestabilidad política y económica, comenzada con la renuncia, a finales de 1990, del gobernador Ricardo de Aparici, inaugurando una sucesión de gobiernos provinciales débiles que duraría toda la década. Desde mayo de 1991, regía el sistema electoral de doble voto simultáneo, o ley de lemas, que permitía la presentación de varios candidatos o sublemas bajo un mismo partido o lema. Este sistema, además de impedir una ruptura entre las facciones enfrentadas del partido gobernante, le permitía al sublema ganador obtener la gobernación sin ser necesariamente el candidato más votado, al verse beneficiado por los votos de los otros sublemas del lema correspondiente. Tanto en 1991 como en 1995, los candidatos de la opositora Unión Cívica Radical (UCR), primero Humberto Salum y luego Gerardo Morales, fueron los sublemas más votados pero sin acceder al gobierno por aplicación de la ley de lemas. En ambos casos, ninguno de los gobernadores pudo completar su mandato y tampoco sus vicegobernadores, llegando al final del período de gobierno en las dos ocasiones con el presidente provisional de la Legislatura al mando de la provincia. La economía jujeña se vio también afectada por la situación política de la provincia, provocando numerosas huelgas y movilizaciones sociales.

## Candidaturas
A partir de 1998, con la renuncia de Carlos Ferraro y su reemplazo por Eduardo Fellner, la situación de la provincia comenzó a estabilizarse. Sin embargo, el sistema político facilitado por la ley de lemas daba claras muestras de agotamiento y muchas voces dentro del oficialismo comenzaron a reclamar su derogación, argumentando que esta estaba fracasando en su objetivo inicial de impedir la fragmentación de los partidos políticos. Simultáneamente, la oposición provincial comenzó un proceso rápido de unificación con la formación, a nivel nacional, de la Alianza para el Trabajo, la Justicia y la Educación. La Alianza en Jujuy se organizó bajo el liderazgo del radical Gerardo Morales, y de Pedro Figueroa, del Movimiento de Renovación Cívica (MORECI). De cara a las elecciones, la Alianza postuló un único lema entre la UCR, el MORECI, el Frente País Solidario (FREPASO) y el Movimiento Popular Jujeño (MPJ), que adhirió tardíamente a la coalición. La Alianza presentó dos sublemas, uno encabezado por Morales, con Figueroa como compañero de fórmula; y otro por Vicente Rodríguez de la Rúa, también radical y primo del candidato presidencial de la Alianza, Fernando de la Rúa, con Oscar Marín como candidato a vicegobernador.
Por su parte, el oficialista Frente Justicialista Popular (FREJUPO) amplio su marco de alianza al lograr que Fuerza Republicana (FR), otro partido conservador importante de la provincia, accediera a formar parte del frente. El FREJUPO presentó cuatro sublemas gubernativos, la menor cantidad desde la instauración de la ley. El gobernador Fellner se presentó a la reelección, con Héctor Rubén Daza como candidato a vicegobernador, siendo su principal oponente interno el senador nacional Alberto Tell, cuyo compañero de fórmula fue Washington Cruz. Horacio Conesa Mones Ruiz, ex convecional constituyente y líder local de Fuerza Republicana, se presentó también como un sublema del FREJUPO. Laura Sánchez, también del PJ, fue la única candidata mujer en la elección, tanto para la gobernación como para la vicegobernación. No hubo más lemas ni sublemas.

## Resultados

### Gobernador y Vicegobernador
|  | 88.67 % |

|  | 50.57 % |

|  | 10.07 % |

|  | 0.80 % |

|  | 0.46 % |

|  | 97.07 % |

|  | 49.43 % |

|  | 2.93 % |

|  | 92.71 % |

|  | 6.72 % |

|  | 0.57 % |

|  | 100.00 % |

|  | 80.42 % |

### Legislatura Provincial
| ← 1997 · Legislatura · 2001 →      | ← 1997 · Legislatura · 2001 →                                 | ← 1997 · Legislatura · 2001 →      | ← 1997 · Legislatura · 2001 →      | ← 1997 · Legislatura · 2001 →      | ← 1997 · Legislatura · 2001 →      | ← 1997 · Legislatura · 2001 → | ← 1997 · Legislatura · 2001 → | ← 1997 · Legislatura · 2001 → | ← 1997 · Legislatura · 2001 → | ← 1997 · Legislatura · 2001 → | ← 1997 · Legislatura · 2001 → | ← 1997 · Legislatura · 2001 → |
| Lema                               | Lema                                                          | Sublema                            | Sublema                            | Sublema                            | Sublema                            | Lema                          | Lema                          | Lema                          | Lema                          | Lema                          | Lema                          | Lema |
| Lema                               | Lema                                                          | Sublema                            | Votos                              | %                                  | Bancas                             | Votos                         | %                             | Bancas obtenidas              | +/-                           | Bancas totales                | +/-                           | Electos |
| ---------------------------------- | ------------------------------------------------------------- | ---------------------------------- | ---------------------------------- | ---------------------------------- | ---------------------------------- | ----------------------------- | ----------------------------- | ----------------------------- | ----------------------------- | ----------------------------- | ----------------------------- | --- |
|                                    | Frente Justicialista Popular (FREJUPO)                        | Rumbo 2000                         | 38.222                             | 31.89                              | 5/12                               | 119.858                       | 51.23                         | 12/24                         | 1                             | 25/48                         | 2                             | Ver electos: - Walter Barrionuevo - Raúl María Noceti - Ermindo Edgardo Marcelo Llanos - Américo José Eduardo Chocobar - Julio Héctor Costas - Oscar Agustín Perassi - Pedro Teófilo Lozano - Daniel Almirón - María del Pilar Bermúdez - Hugo Raúl Echavarri - Riad Quintar - Hugo Nicolás Mamani |
| Por Jujuy                          | Frente Justicialista Popular (FREJUPO)                        | 29.849                             | 24.90                              | 3/12                               |                                    | 119.858                       | 51.23                         | 12/24                         | 1                             | 25/48                         | 2                             | Ver electos: - Walter Barrionuevo - Raúl María Noceti - Ermindo Edgardo Marcelo Llanos - Américo José Eduardo Chocobar - Julio Héctor Costas - Oscar Agustín Perassi - Pedro Teófilo Lozano - Daniel Almirón - María del Pilar Bermúdez - Hugo Raúl Echavarri - Riad Quintar - Hugo Nicolás Mamani |
| Por un Nuevo Jujuy                 | Frente Justicialista Popular (FREJUPO)                        | 28.152                             | 23.49                              | 3/12                               |                                    | 119.858                       | 51.23                         | 12/24                         | 1                             | 25/48                         | 2                             | Ver electos: - Walter Barrionuevo - Raúl María Noceti - Ermindo Edgardo Marcelo Llanos - Américo José Eduardo Chocobar - Julio Héctor Costas - Oscar Agustín Perassi - Pedro Teófilo Lozano - Daniel Almirón - María del Pilar Bermúdez - Hugo Raúl Echavarri - Riad Quintar - Hugo Nicolás Mamani |
| Fe y Unidad Provincial             | Frente Justicialista Popular (FREJUPO)                        | 12.676                             | 10.58                              | 1/12                               |                                    | 119.858                       | 51.23                         | 12/24                         | 1                             | 25/48                         | 2                             | Ver electos: - Walter Barrionuevo - Raúl María Noceti - Ermindo Edgardo Marcelo Llanos - Américo José Eduardo Chocobar - Julio Héctor Costas - Oscar Agustín Perassi - Pedro Teófilo Lozano - Daniel Almirón - María del Pilar Bermúdez - Hugo Raúl Echavarri - Riad Quintar - Hugo Nicolás Mamani |
| Identidad Peronista                | Frente Justicialista Popular (FREJUPO)                        | 2.744                              | 2.29                               | —                                  |                                    | 119.858                       | 51.23                         | 12/24                         | 1                             | 25/48                         | 2                             | Ver electos: - Walter Barrionuevo - Raúl María Noceti - Ermindo Edgardo Marcelo Llanos - Américo José Eduardo Chocobar - Julio Héctor Costas - Oscar Agustín Perassi - Pedro Teófilo Lozano - Daniel Almirón - María del Pilar Bermúdez - Hugo Raúl Echavarri - Riad Quintar - Hugo Nicolás Mamani |
| 19 de Abril                        | Frente Justicialista Popular (FREJUPO)                        | 1.452                              | 1.21                               | —                                  |                                    | 119.858                       | 51.23                         | 12/24                         | 1                             | 25/48                         | 2                             | Ver electos: - Walter Barrionuevo - Raúl María Noceti - Ermindo Edgardo Marcelo Llanos - Américo José Eduardo Chocobar - Julio Héctor Costas - Oscar Agustín Perassi - Pedro Teófilo Lozano - Daniel Almirón - María del Pilar Bermúdez - Hugo Raúl Echavarri - Riad Quintar - Hugo Nicolás Mamani |
| Viva Jujuy                         | Frente Justicialista Popular (FREJUPO)                        | 1.052                              | 0.88                               | —                                  |                                    | 119.858                       | 51.23                         | 12/24                         | 1                             | 25/48                         | 2                             | Ver electos: - Walter Barrionuevo - Raúl María Noceti - Ermindo Edgardo Marcelo Llanos - Américo José Eduardo Chocobar - Julio Héctor Costas - Oscar Agustín Perassi - Pedro Teófilo Lozano - Daniel Almirón - María del Pilar Bermúdez - Hugo Raúl Echavarri - Riad Quintar - Hugo Nicolás Mamani |
| Lealtad y Justicia                 | Frente Justicialista Popular (FREJUPO)                        | 1.036                              | 0.86                               | —                                  |                                    | 119.858                       | 51.23                         | 12/24                         | 1                             | 25/48                         | 2                             | Ver electos: - Walter Barrionuevo - Raúl María Noceti - Ermindo Edgardo Marcelo Llanos - Américo José Eduardo Chocobar - Julio Héctor Costas - Oscar Agustín Perassi - Pedro Teófilo Lozano - Daniel Almirón - María del Pilar Bermúdez - Hugo Raúl Echavarri - Riad Quintar - Hugo Nicolás Mamani |
| Triunfo y Progreso                 | Frente Justicialista Popular (FREJUPO)                        | 895                                | 0.75                               | —                                  |                                    | 119.858                       | 51.23                         | 12/24                         | 1                             | 25/48                         | 2                             | Ver electos: - Walter Barrionuevo - Raúl María Noceti - Ermindo Edgardo Marcelo Llanos - Américo José Eduardo Chocobar - Julio Héctor Costas - Oscar Agustín Perassi - Pedro Teófilo Lozano - Daniel Almirón - María del Pilar Bermúdez - Hugo Raúl Echavarri - Riad Quintar - Hugo Nicolás Mamani |
| Cruzada de Bases                   | Frente Justicialista Popular (FREJUPO)                        | 766                                | 0.64                               | —                                  |                                    | 119.858                       | 51.23                         | 12/24                         | 1                             | 25/48                         | 2                             | Ver electos: - Walter Barrionuevo - Raúl María Noceti - Ermindo Edgardo Marcelo Llanos - Américo José Eduardo Chocobar - Julio Héctor Costas - Oscar Agustín Perassi - Pedro Teófilo Lozano - Daniel Almirón - María del Pilar Bermúdez - Hugo Raúl Echavarri - Riad Quintar - Hugo Nicolás Mamani |
| Movilización de Bases              | Frente Justicialista Popular (FREJUPO)                        | 699                                | 0.58                               | —                                  |                                    | 119.858                       | 51.23                         | 12/24                         | 1                             | 25/48                         | 2                             | Ver electos: - Walter Barrionuevo - Raúl María Noceti - Ermindo Edgardo Marcelo Llanos - Américo José Eduardo Chocobar - Julio Héctor Costas - Oscar Agustín Perassi - Pedro Teófilo Lozano - Daniel Almirón - María del Pilar Bermúdez - Hugo Raúl Echavarri - Riad Quintar - Hugo Nicolás Mamani |
| Nueva Provincia                    | Frente Justicialista Popular (FREJUPO)                        | 620                                | 0.52                               | —                                  |                                    | 119.858                       | 51.23                         | 12/24                         | 1                             | 25/48                         | 2                             | Ver electos: - Walter Barrionuevo - Raúl María Noceti - Ermindo Edgardo Marcelo Llanos - Américo José Eduardo Chocobar - Julio Héctor Costas - Oscar Agustín Perassi - Pedro Teófilo Lozano - Daniel Almirón - María del Pilar Bermúdez - Hugo Raúl Echavarri - Riad Quintar - Hugo Nicolás Mamani |
| La Voz del Pueblo                  | Frente Justicialista Popular (FREJUPO)                        | 610                                | 0.51                               | —                                  |                                    | 119.858                       | 51.23                         | 12/24                         | 1                             | 25/48                         | 2                             | Ver electos: - Walter Barrionuevo - Raúl María Noceti - Ermindo Edgardo Marcelo Llanos - Américo José Eduardo Chocobar - Julio Héctor Costas - Oscar Agustín Perassi - Pedro Teófilo Lozano - Daniel Almirón - María del Pilar Bermúdez - Hugo Raúl Echavarri - Riad Quintar - Hugo Nicolás Mamani |
| La Hora del Pueblo                 | Frente Justicialista Popular (FREJUPO)                        | 576                                | 0.48                               | —                                  |                                    | 119.858                       | 51.23                         | 12/24                         | 1                             | 25/48                         | 2                             | Ver electos: - Walter Barrionuevo - Raúl María Noceti - Ermindo Edgardo Marcelo Llanos - Américo José Eduardo Chocobar - Julio Héctor Costas - Oscar Agustín Perassi - Pedro Teófilo Lozano - Daniel Almirón - María del Pilar Bermúdez - Hugo Raúl Echavarri - Riad Quintar - Hugo Nicolás Mamani |
| Nueva Imagen Peronista             | Frente Justicialista Popular (FREJUPO)                        | 509                                | 0.42                               | —                                  |                                    | 119.858                       | 51.23                         | 12/24                         | 1                             | 25/48                         | 2                             | Ver electos: - Walter Barrionuevo - Raúl María Noceti - Ermindo Edgardo Marcelo Llanos - Américo José Eduardo Chocobar - Julio Héctor Costas - Oscar Agustín Perassi - Pedro Teófilo Lozano - Daniel Almirón - María del Pilar Bermúdez - Hugo Raúl Echavarri - Riad Quintar - Hugo Nicolás Mamani |
|                                    | Alianza para el Trabajo, la Justicia y la Educación (Alianza) | Alianza                            | 69.848                             | 61.91                              | 10/12                              | 112.814                       | 48.22                         | 12/24                         | 1                             | 23/48                         | 2                             | Ver electos: - Alberto Bernis - Raúl Alberto García Goyena - Enrique René Rivas - Víctor Galarza - Mario Alejandro Pizarro - Beatriz Elizabeth Altamirano - Rodolfo Miguel Fernández - José Humberto López - Cristina Romano - Julio César Bravo - Bárbara Vanessa Andreussi - Carmen Alcira Peña  |
| Morales Gobernador                 | Alianza para el Trabajo, la Justicia y la Educación (Alianza) | 13.466                             | 11.94                              | 1/12                               |                                    | 112.814                       | 48.22                         | 12/24                         | 1                             | 23/48                         | 2                             | Ver electos: - Alberto Bernis - Raúl Alberto García Goyena - Enrique René Rivas - Víctor Galarza - Mario Alejandro Pizarro - Beatriz Elizabeth Altamirano - Rodolfo Miguel Fernández - José Humberto López - Cristina Romano - Julio César Bravo - Bárbara Vanessa Andreussi - Carmen Alcira Peña  |
| Morales - Figueroa                 | Alianza para el Trabajo, la Justicia y la Educación (Alianza) | 12.100                             | 10.73                              | 1/12                               |                                    | 112.814                       | 48.22                         | 12/24                         | 1                             | 23/48                         | 2                             | Ver electos: - Alberto Bernis - Raúl Alberto García Goyena - Enrique René Rivas - Víctor Galarza - Mario Alejandro Pizarro - Beatriz Elizabeth Altamirano - Rodolfo Miguel Fernández - José Humberto López - Cristina Romano - Julio César Bravo - Bárbara Vanessa Andreussi - Carmen Alcira Peña  |
| Esperanza Jujeña                   | Alianza para el Trabajo, la Justicia y la Educación (Alianza) | 6.873                              | 6.09                               | —                                  |                                    | 112.814                       | 48.22                         | 12/24                         | 1                             | 23/48                         | 2                             | Ver electos: - Alberto Bernis - Raúl Alberto García Goyena - Enrique René Rivas - Víctor Galarza - Mario Alejandro Pizarro - Beatriz Elizabeth Altamirano - Rodolfo Miguel Fernández - José Humberto López - Cristina Romano - Julio César Bravo - Bárbara Vanessa Andreussi - Carmen Alcira Peña  |
| Frente al 99                       | Alianza para el Trabajo, la Justicia y la Educación (Alianza) | 6.873                              | 3.72                               | —                                  |                                    | 112.814                       | 48.22                         | 12/24                         | 1                             | 23/48                         | 2                             | Ver electos: - Alberto Bernis - Raúl Alberto García Goyena - Enrique René Rivas - Víctor Galarza - Mario Alejandro Pizarro - Beatriz Elizabeth Altamirano - Rodolfo Miguel Fernández - José Humberto López - Cristina Romano - Julio César Bravo - Bárbara Vanessa Andreussi - Carmen Alcira Peña  |
| Jujuy XXI                          | Alianza para el Trabajo, la Justicia y la Educación (Alianza) | 3.490                              | 3.09                               | —                                  |                                    | 112.814                       | 48.22                         | 12/24                         | 1                             | 23/48                         | 2                             | Ver electos: - Alberto Bernis - Raúl Alberto García Goyena - Enrique René Rivas - Víctor Galarza - Mario Alejandro Pizarro - Beatriz Elizabeth Altamirano - Rodolfo Miguel Fernández - José Humberto López - Cristina Romano - Julio César Bravo - Bárbara Vanessa Andreussi - Carmen Alcira Peña  |
| Nueva Alternativa                  | Alianza para el Trabajo, la Justicia y la Educación (Alianza) | 2.083                              | 1.85                               | —                                  |                                    | 112.814                       | 48.22                         | 12/24                         | 1                             | 23/48                         | 2                             | Ver electos: - Alberto Bernis - Raúl Alberto García Goyena - Enrique René Rivas - Víctor Galarza - Mario Alejandro Pizarro - Beatriz Elizabeth Altamirano - Rodolfo Miguel Fernández - José Humberto López - Cristina Romano - Julio César Bravo - Bárbara Vanessa Andreussi - Carmen Alcira Peña  |
| Nuevo Proyecto                     | Alianza para el Trabajo, la Justicia y la Educación (Alianza) | 757                                | 0.67                               | —                                  |                                    | 112.814                       | 48.22                         | 12/24                         | 1                             | 23/48                         | 2                             | Ver electos: - Alberto Bernis - Raúl Alberto García Goyena - Enrique René Rivas - Víctor Galarza - Mario Alejandro Pizarro - Beatriz Elizabeth Altamirano - Rodolfo Miguel Fernández - José Humberto López - Cristina Romano - Julio César Bravo - Bárbara Vanessa Andreussi - Carmen Alcira Peña  |
|                                    | Partido Federal (PF)                                          | —                                  | —                                  | —                                  | —                                  | 1.265                         | 0.54                          |                               |                               |                               |                               | |
|                                    | Tercera Época                                                 | Nuevo proyecto                     | 758                                | 100                                | —                                  | 758                           | 0.32                          |                               |                               |                               |                               | |
|                                    |                                                               |                                    |                                    |                                    |                                    |                               |                               |                               |                               |                               |                               | |
| Votos válidos                      | Votos válidos                                                 | Votos válidos                      | Votos válidos                      | Votos válidos                      | Votos válidos                      | 233.938                       | 84.82                         |                               |                               |                               |                               | |
| Votos en blanco                    | Votos en blanco                                               | Votos en blanco                    | Votos en blanco                    | Votos en blanco                    | Votos en blanco                    | 39.859                        | 14.45                         |                               |                               |                               |                               | |
| Votos anulados                     | Votos anulados                                                | Votos anulados                     | Votos anulados                     | Votos anulados                     | Votos anulados                     | 2.017                         | 0.73                          |                               |                               |                               |                               | |
| Total de votos                     | Total de votos                                                | Total de votos                     | Total de votos                     | Total de votos                     | Total de votos                     | 275.814                       | 100                           |                               |                               |                               |                               | |
| Votantes registrados/participación | Votantes registrados/participación                            | Votantes registrados/participación | Votantes registrados/participación | Votantes registrados/participación | Votantes registrados/participación | 342.946                       | 80.42                         |                               |                               |                               |                               | |
| Fuentes:                           |                                                               |                                    |                                    |                                    |                                    |                               |                               |                               |                               |                               |                               | |